# Comba de Sens
Comba de Sens, mais conhecida por Santa Comba, Santa Colomba ou Santa Coloma (Gallaecia, 257 - Meaux, 273), foi uma virgem mártir cristã da Idade Média. É venerada pela Igreja Católica e a sua festa celebra-se a 31 de dezembro.

## Hagiografia
Segundo a lenda e textos do século VIII, era descendente de uma nobre família pagã, sendo o seu verdadeiro nome Eporita. Adoptou o nome Comba (Coloma ou Colomba noutras versões) quando se converteu ao cristianismo, por ser «casta e inocente como uma pomba». Aos dezasseis anos de idade fugiu da Gallaecia para a Gália com a finalidade de escapar às perseguições religiosas do imperador romano Aureliano, sendo no entanto capturada em Sens. Enquanto aguardava a sua sentença, foi presa numa das celas subterrâneas do anfiteatro local, partilhando o espaço com vários animais e feras que ali estavam em cativeiro e eram utilizados nos espetáculos. Durante uma noite, sofreu uma tentativa de violação por parte de um dos seus carcereiros, tendo sido salva por um urso que atacou e matou o guarda que a ameaçava. Por este incidente, o imperador Aureliano ordenou que tanto a virgem quanto o urso fossem queimados na fogueira, mas uma chuva intensa apagou o fogo, impedindo o cumprimento da sentença. A população que assistia o evento invocou que era milagre e tentou interceder pela virgem. Temendo uma revolta, Aureliano ordenou que Comba fosse transportada para Meaux, onde foi decapitada. 

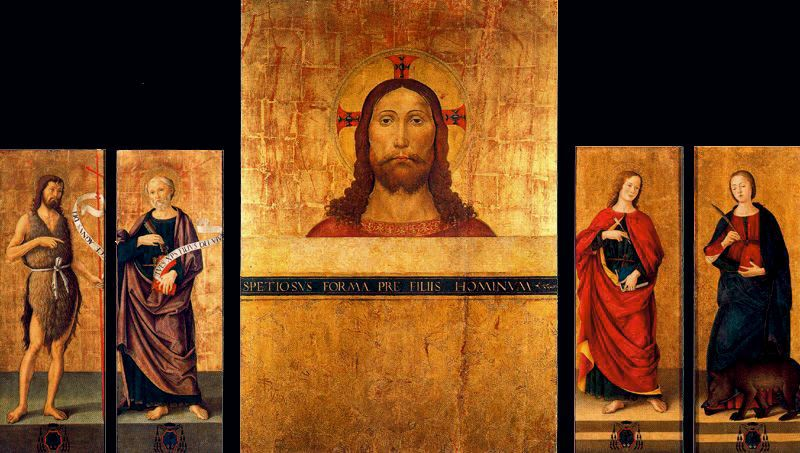
Tríptico representativo do busto de Jesus Cristo, à esquerda São João Batista e São Pedro, e à direita São João, o Evangelista e Santa Comba (1495, Museu do Prado, Madrid)

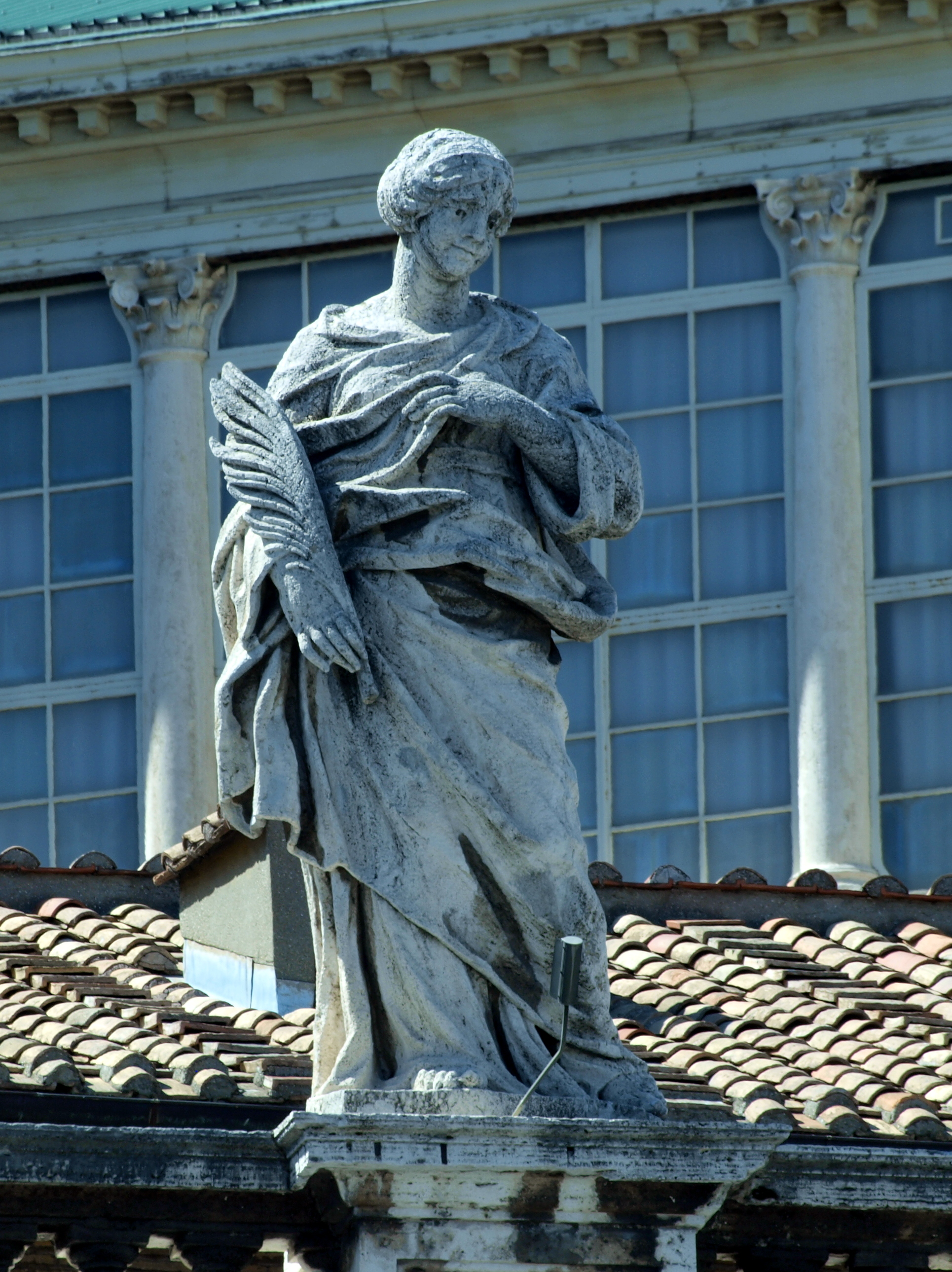
Estátua de Santa Comba na Praça de São Pedro, Vaticano

Outra versão da lenda, mais popular em Itália, revela que Santa Comba vivia na floresta de Sens, onde professava a sua fé cristã em segredo, quando foi interpelada pelas tropas do imperador romano. Ao ver a jovem, o imperador Aureliano a tentou forçar a com ele passar a noite, sendo impedido por uma mãe ursa que a protegia. Outras narrativas divergem neste ponto, revelando em vez que Aureliano a queria forçar a casar ou passar a noite com o seu filho. Furioso e sentindo-se ridicularizado, o imperador decidiu queimar toda a floresta, sendo impedido por uma chuva providencial que caiu dos céus após Comba pedir a intervenção de Deus. Apesar do milagre, a santa foi capturada, acorrentada e levada para Meaux, onde sofreu o seu fim.

Ainda segundo a lenda de Santa Comba, no local onde faleceu, do seu sangue derramado brotou uma nascente e o seu corpo foi sepultado por um homem que havia recuperado a visão ao invocar a sua intercessão. Posteriormente, no lugar da antiga sepultura ergueu-se uma capela, sendo anos mais tarde ampliada e editificada a Abadia de Santa Comba em Saint-Denis-lès-Sens.

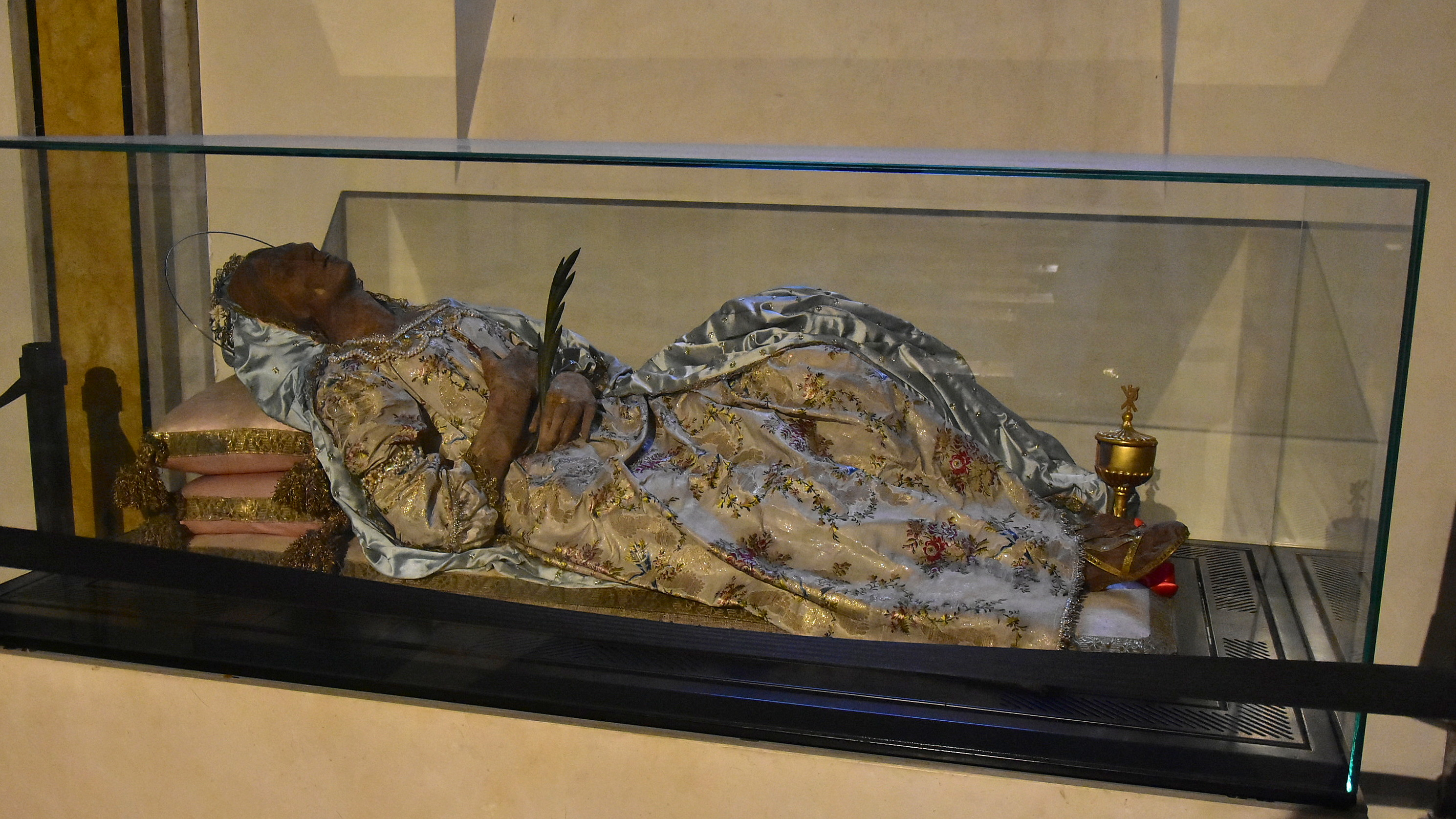
Restos mortais preservados atribuídos a Santa Comba de Sens na Catedral de Saint-Sabin de Bari, Itália

Os seus restos mortais foram transladados para a Catedral de Santa Comba em Rimini, Itália, desconhecendo-se inteiramente os motivos da sua translação. Parte das relíquias foram levadas pelo bispo Giovanni Battista Castelli, de Rimini, que viajou a Sens com esse propósito, na segunda metade do século XVI. Posteriormente, foi apurado que as reliquias trazidas de França para Itália complementavam perfeitamente os fragmentos das antigas relíquias de Santa Comba, já expostas em Rimini, que segundo a lenda chegaram por barco. Atualmente os restos mortais, atríbuídos a Santa Comba, encontram-se expostos na Catedral de Saint-Sabin de Bari, em Itália.

## Arte Sacra
Na arte sacra, Santa Comba está representada como uma donzela coroada, por vezes acorrentada e acompanhada por um cão ou um urso, também ele com correntes, para além de segurar um livro e uma pluma de pavão. Outras versões são alusivas ao milagre que a salvou da morte na fogueira, aparecendo sobre uma pira funerária.

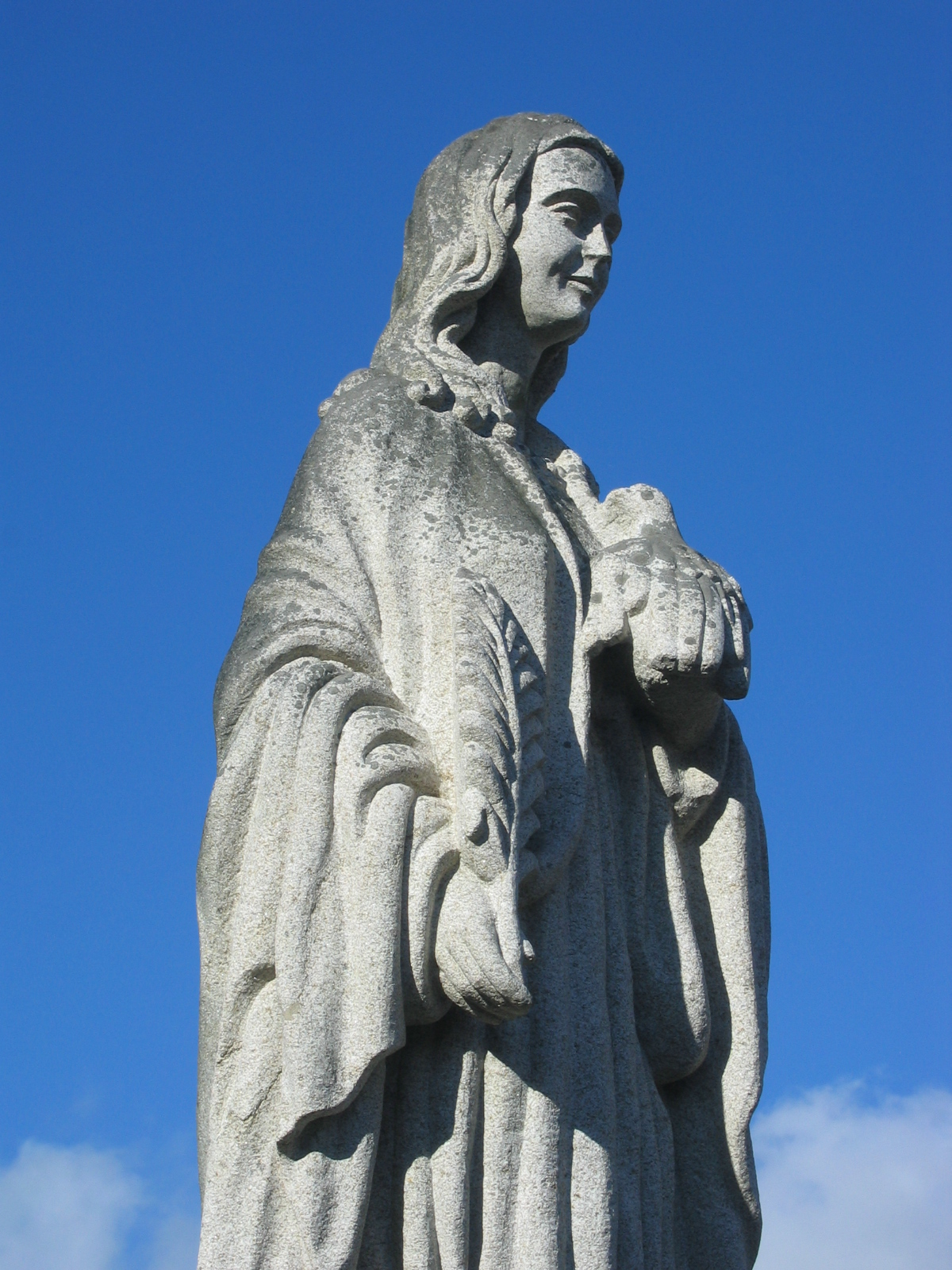
Escultura de Comba de Sens (Santa Comba, Corunha, Galiza)
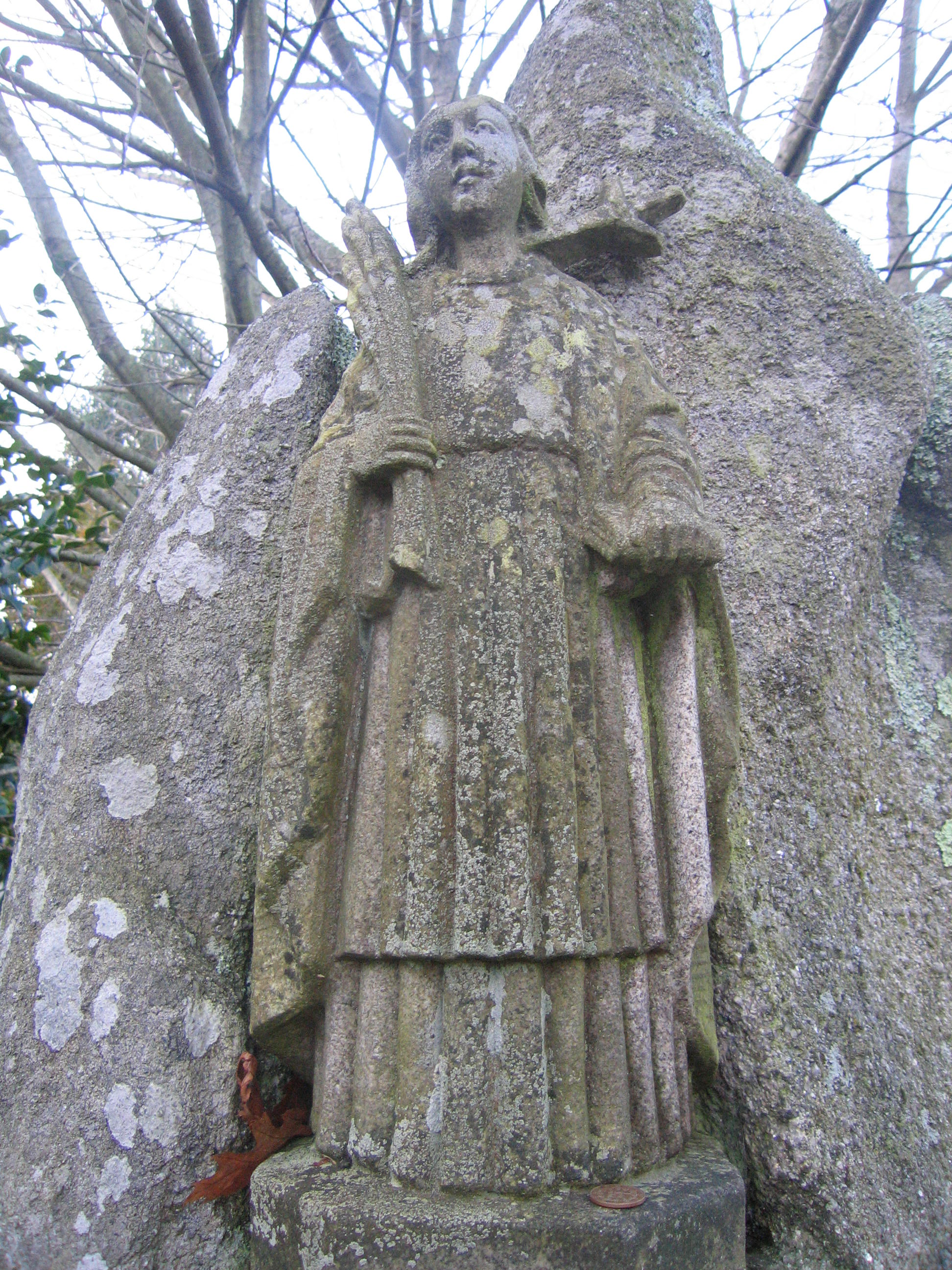
Escultura de Santa Comba (Vila Boa, Pontevedra, Galiza)
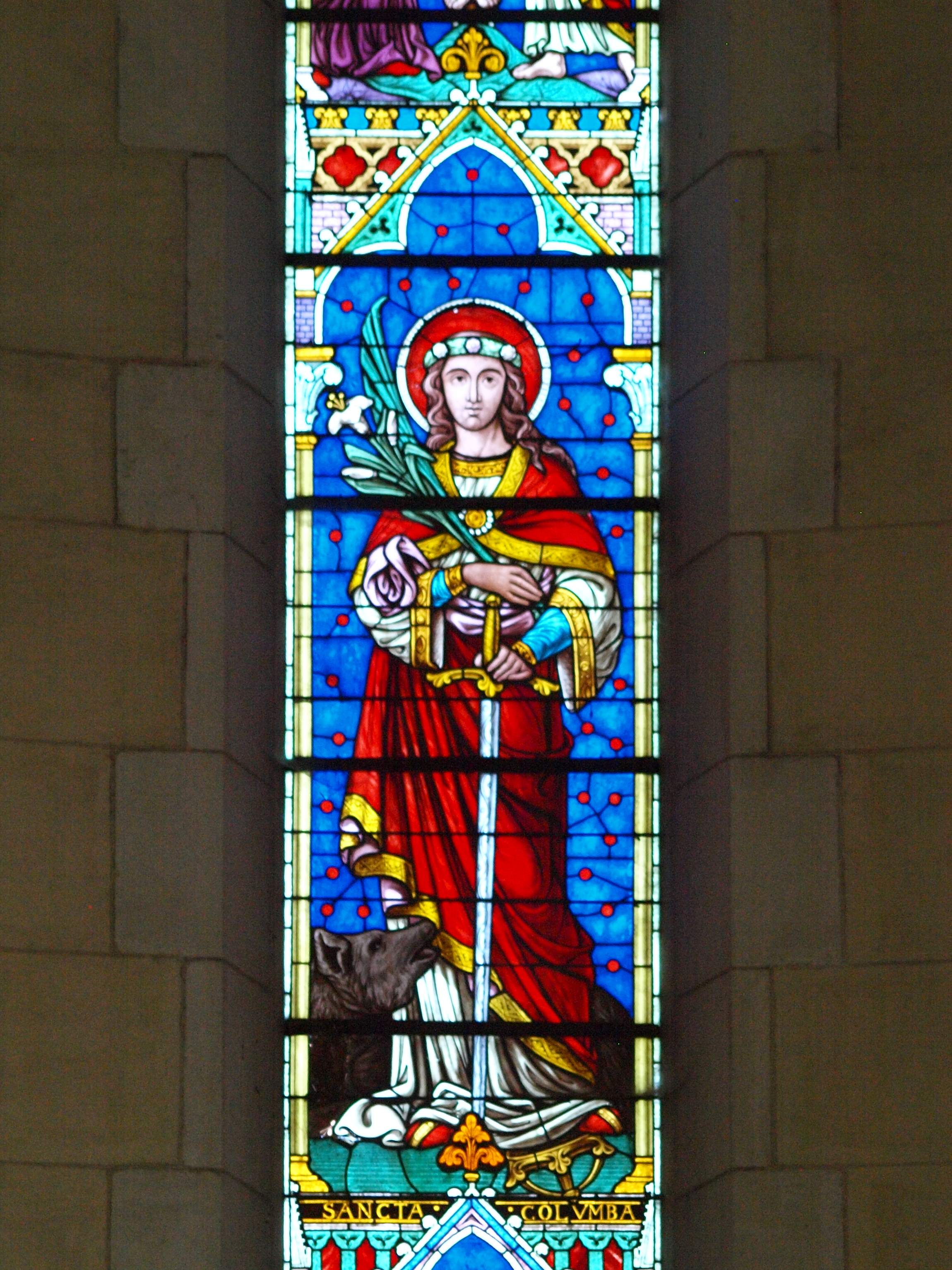
Vitral alusivo a Santa Comba (Abadia de Santa Comba em Saint-Denis-lès-Sens, França)
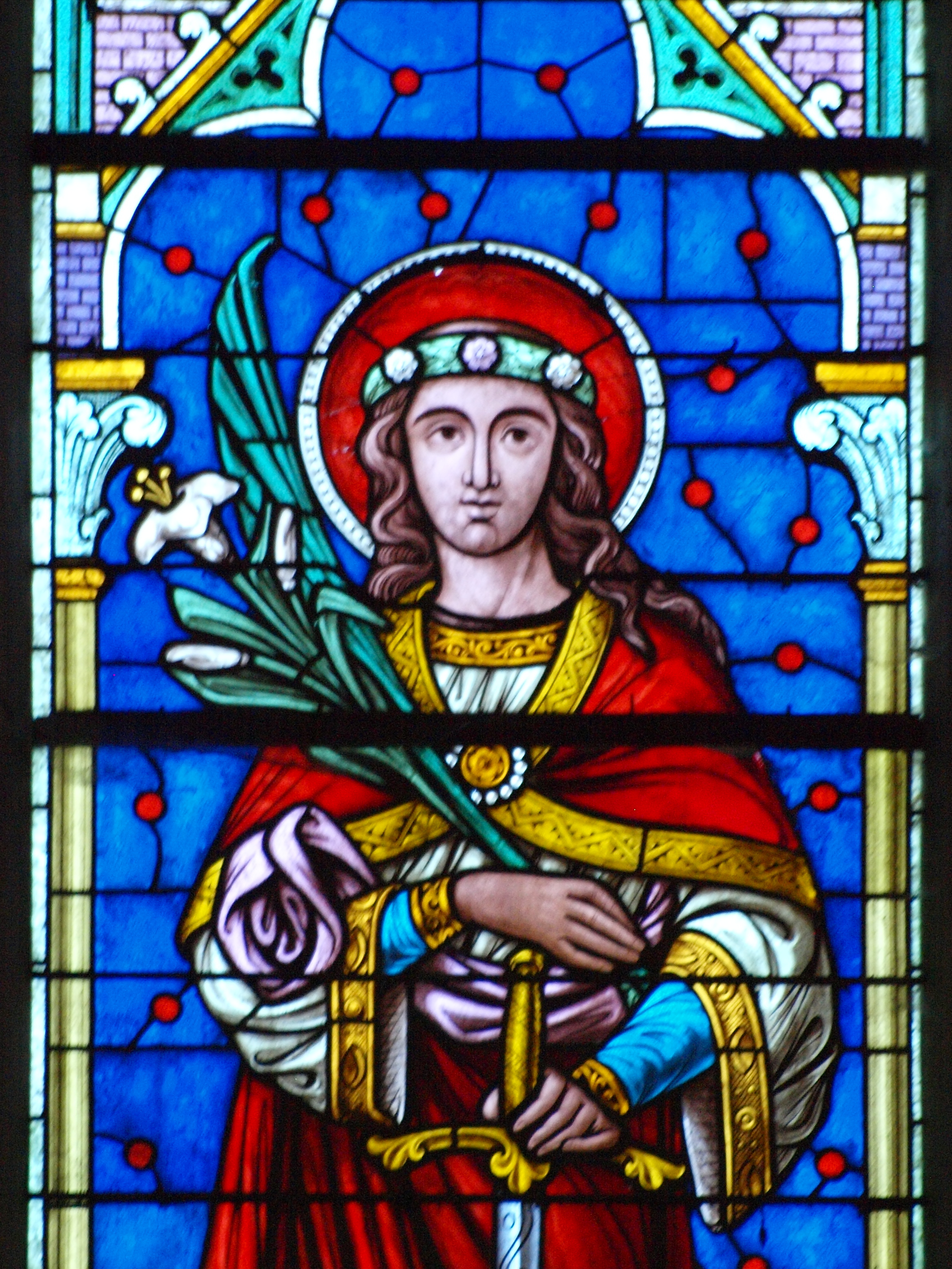
Vitral alusivo a Santa Comba (Abadia de Santa Comba em Saint-Denis-lès-Sens, França)
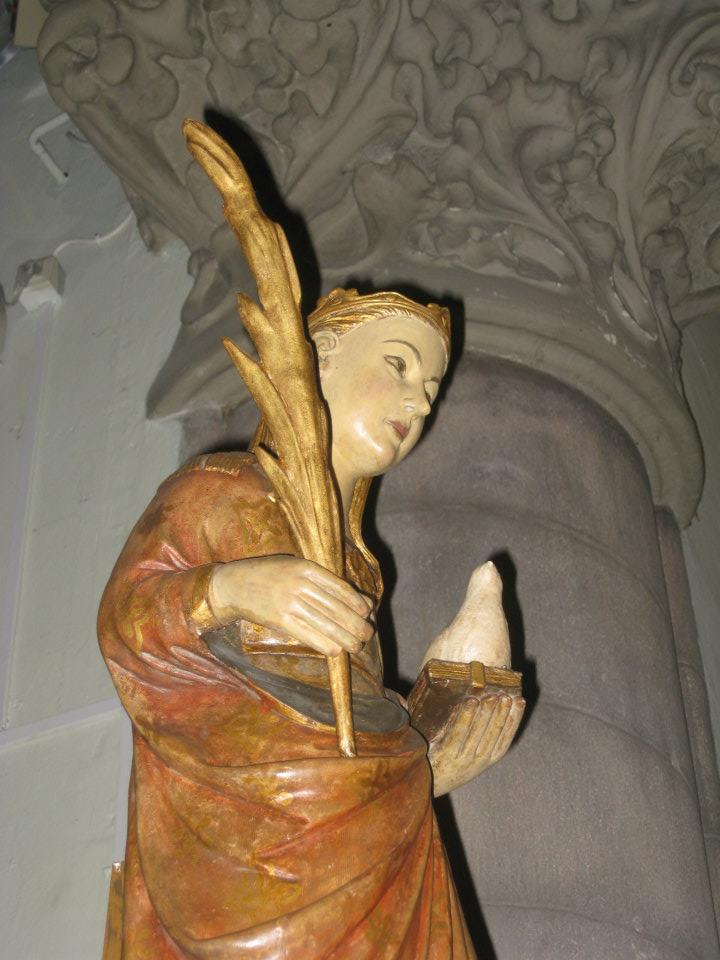
Escultura de Santa Comba (Santa Columba de Gramanet, Catalunha)
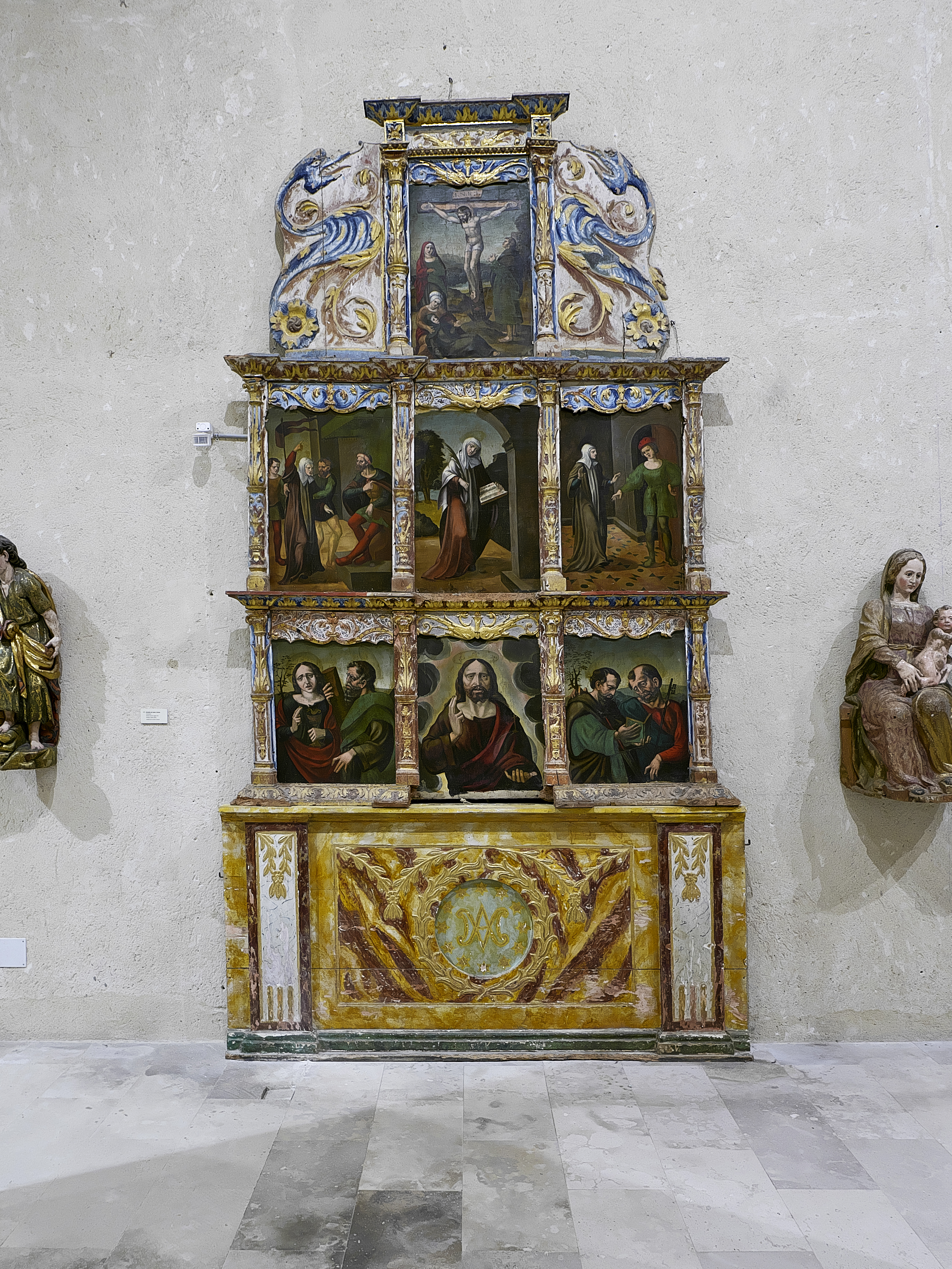
Retábulo de Santa Comba na Catedral de Burgo de Osma (Sória, Castela e Leão)

## Veneração de Santa Comba na Galiza

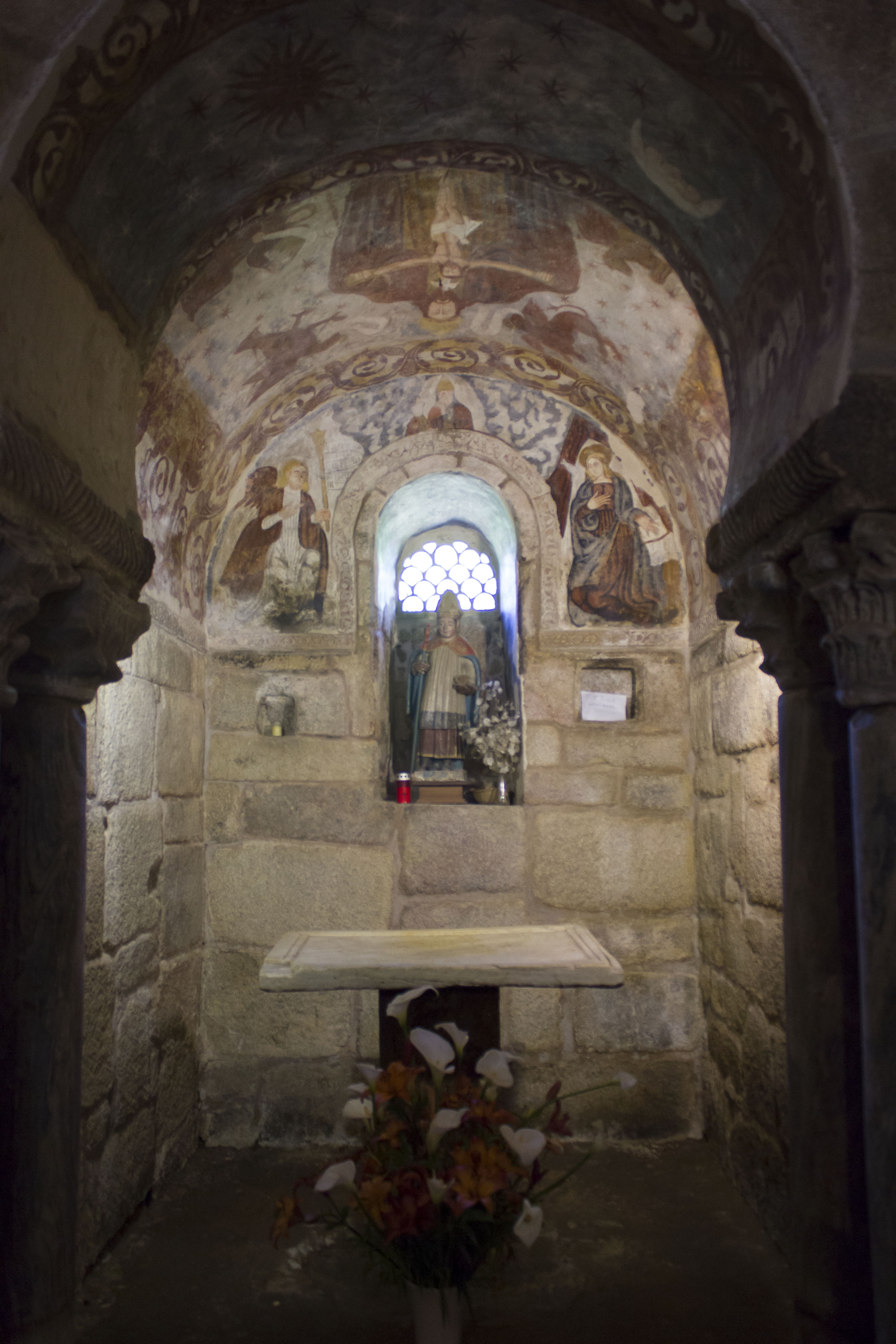
Igreja de Santa Comba de Bande, Ourense

A veneração da Santa Comba na Galiza remonta à Idade Média misturando-se o seu culto com lendas celtas pagãs cristianizadas de clara conecção com as lendas inglesas de Comba de Cornualha, e segundo Allyson M. Poska, muito provavelmente fruto de "uma combinação dos cultos das duas virgens mártires", a galega Comba de Sens e Comba de Córdova. Santa Comba de Espanha ou de Córdoba, foi uma freira finada no ano 853.
Uma outra lenda galega sustém que antes de se tornar uma virtuosa mártir cristã, Comba era uma feiticeira ou maga (meiga em galego) de origem celta, que certo dia teve uma aparição de Jesus Cristo, tendo-lhe sido dito: "Segue adiante e sê uma maga, mas não entrarás no meu reino". O relato afirma que Comba converteu-se ao cristianismo e foi martirizada depois de se negar a renegar a sua fé ou perder a sua virgindade em troca de ser liberta.

## Veneração de Santa Comba noutros países
Várias igrejas de França receberam o seu nome, sendo também a santa padroeira da igreja parroquial de Chevilly, na diocese de Paris. Em Sens, a sua celebração foi transferida para o dia 27 de julho, data da transladação das relíquias e da dedicação da sua igreja.
A igreja de Santa Comba de Colónia, ou Sankt Kolumba em alemão, construída em 980, está igualmente consagrada a esta mártir cristã.
Em Coimbra, Portugal, existia uma outra lenda em que no local de uma capela as pessoas diziam que marcava o lugar onde Comba sofreu o seu martírio e que "contra o fim da Primavera, as jovens de Coimbra enfeitavam o pequeno santuário com coroas de rosas em lembrança da coroa de mártir de Santa Comba".